# Bergsturz von Blatten

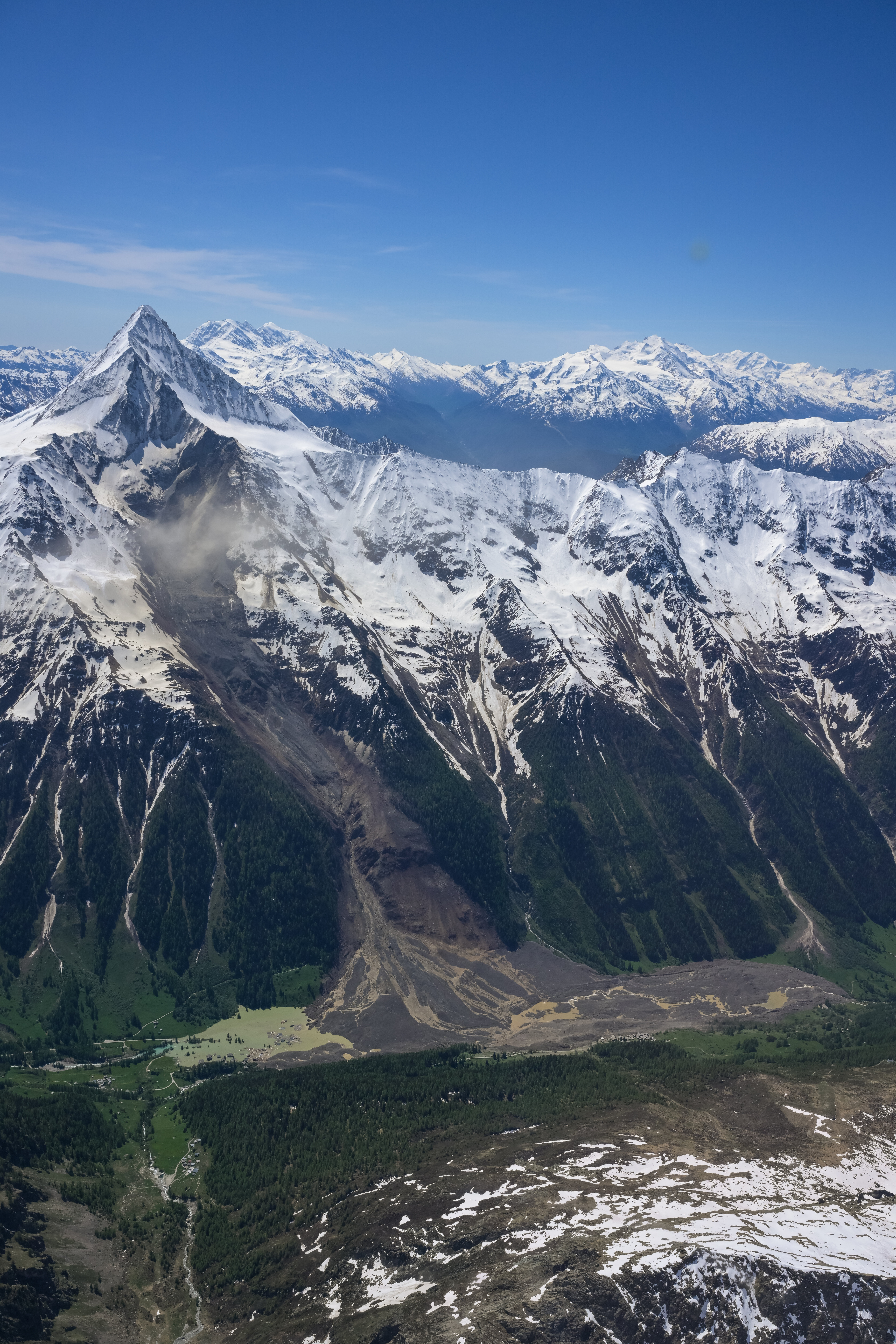
Das Lötschental bei Blatten am 30. Mai 2025 nach dem Bergsturz

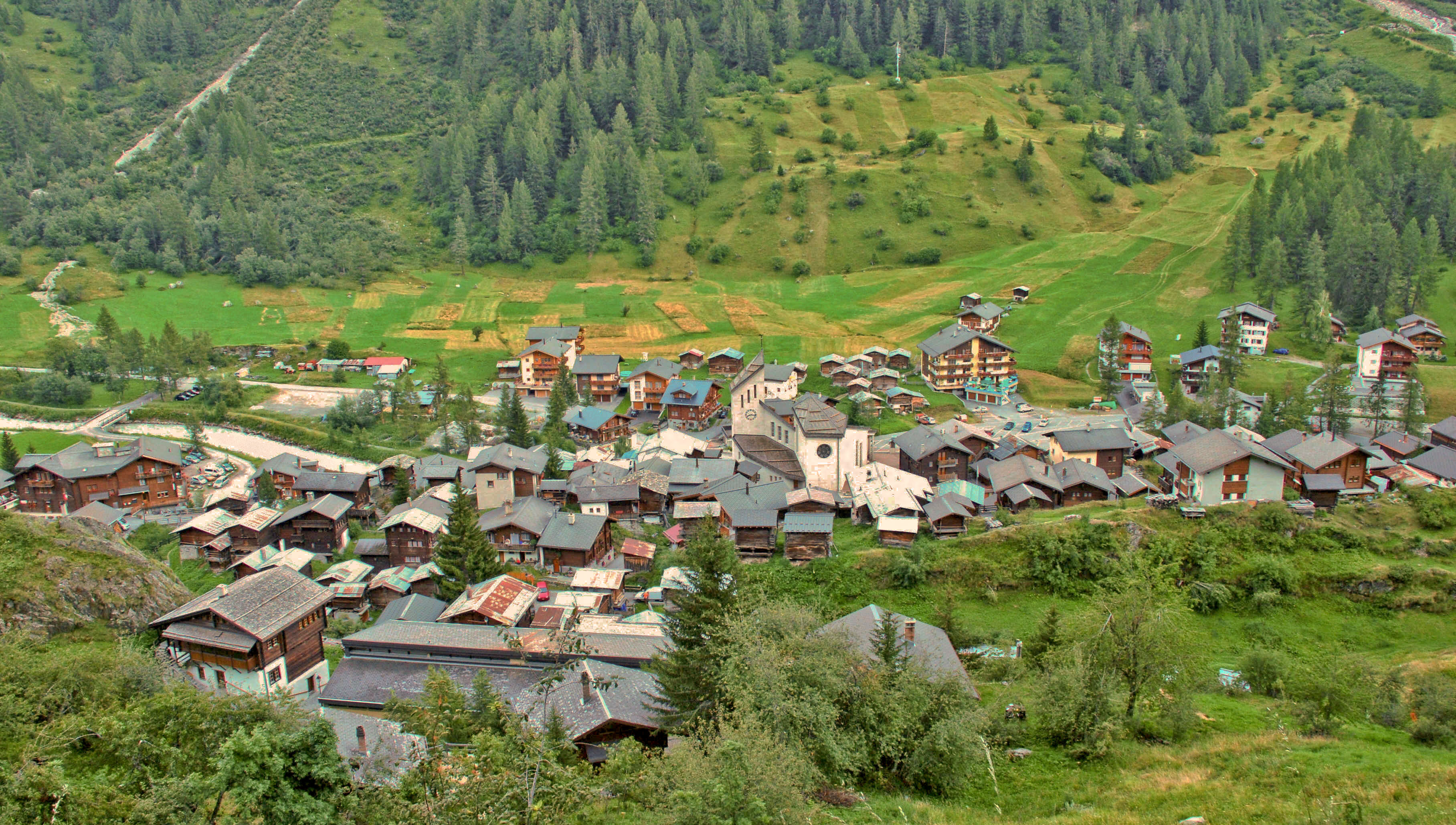
Blatten (2007), Blick von Nordwesten. Die Eis- und Gesteinsmassen kamen vom Bergbach, der oben rechts zu sehen ist, und bewegten sich weit auf den gegenüberliegenden Hang (von wo das Bild gemacht wurde). Mehrere Häuser bei der links sichtbaren Brücke überstanden vorerst das Unglück, versanken am folgenden Tag dann aber im sich rasch bildenden See.

Der Bergsturz von Blatten ist eine am 28. Mai 2025 eingetretene Naturkatastrophe, bei der das Dorf Blatten im Lötschental im Schweizer Kanton Wallis durch eine Schutt- und Eislawine grossteils zerstört wurde. Das Dorf war Tage zuvor evakuiert worden. Ein 64-jähriger Schafhalter, der sich ausserhalb der Evakuierungszone aufgehalten hatte, ist beim Unglück verstorben. Dem Ereignis gingen mehrere Fels- und Bergstürze aus dem Gebiet des Bietschhorns auf den Birchgletscher, welcher schliesslich unter der zusätzlichen Belastung von mehreren Millionen Kubikmetern Schutt kollabierte, voraus.

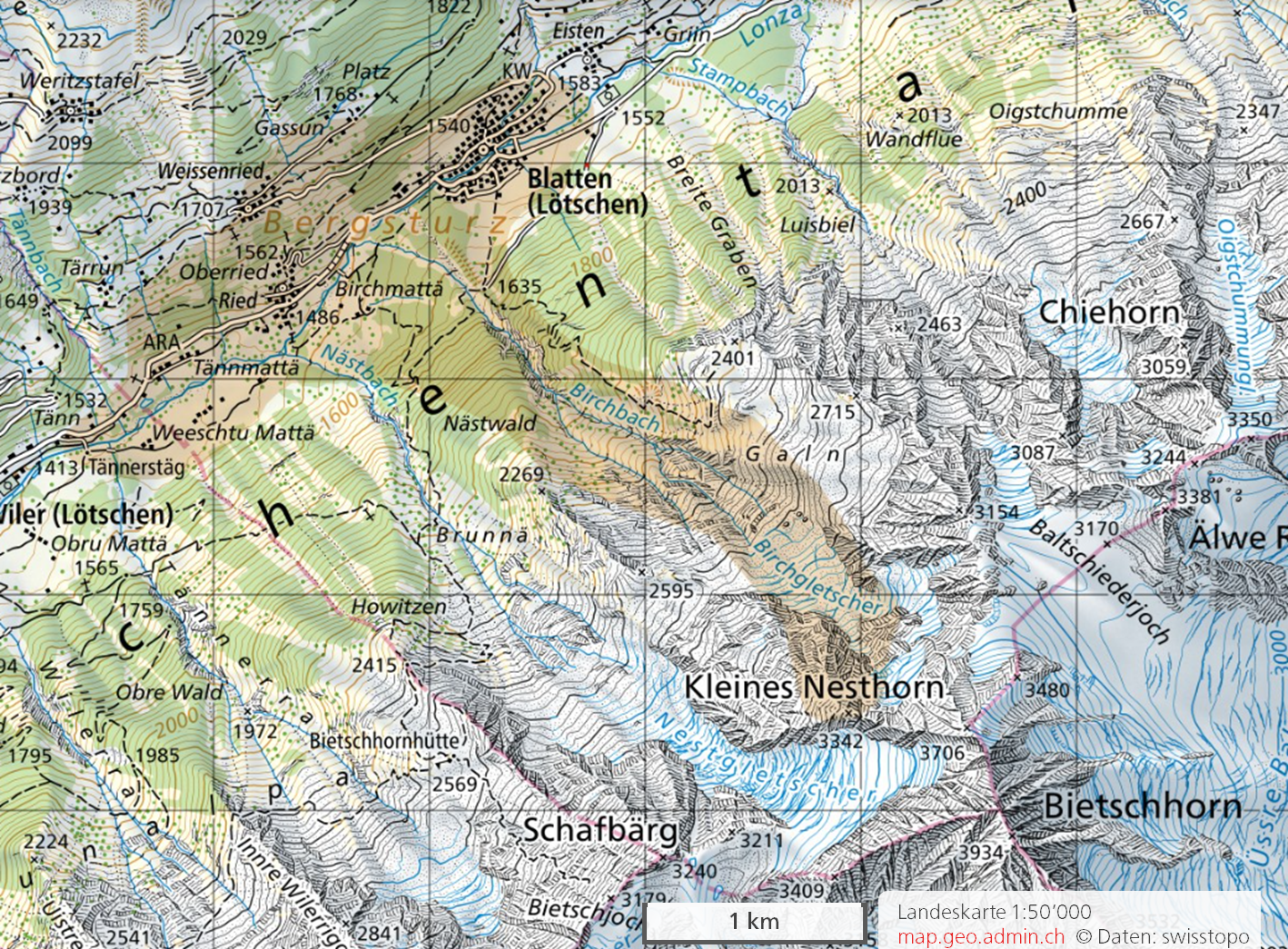
Bergsturzgebiet mit Blatten, Birchgletscher und Kleinem Nesthorn

## Verlauf

### Felssturz am Kleinen Nesthorn

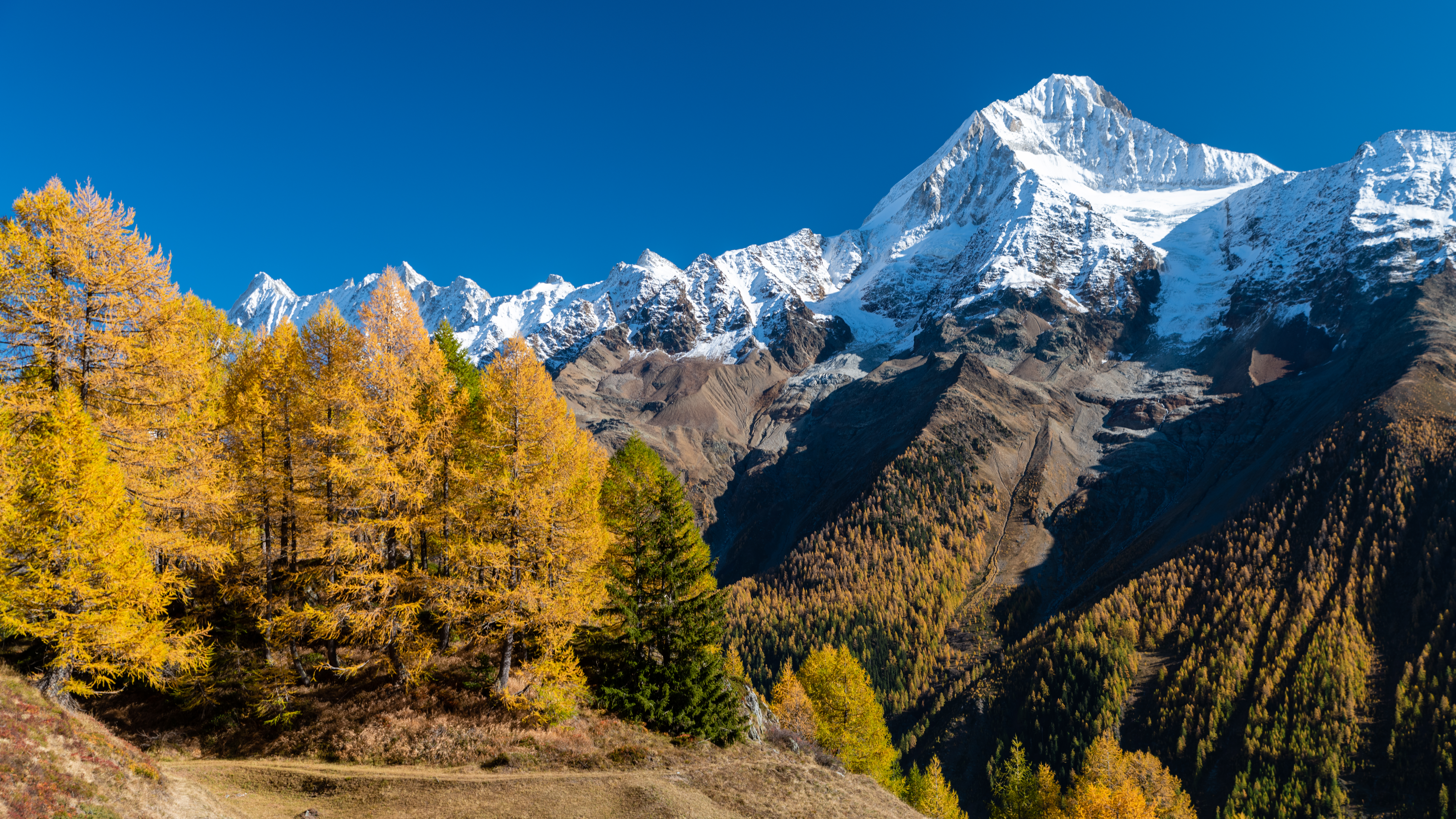
Die Nordwestseite des Bietschhorns aus dem Lötschental gesehen, davor das Kleine Nesthorn, mit der Zunge des Birchgletschers mittig und des Nestgletschers rechts, beide unter der Schneegrenze (2019)

Seit etwa 2019 war der untere Teil des Birchgletschers, der sich ab etwa dem Jahr 2000 vollständig vom oberen Teil zu trennen begann, um etwa 50 Meter vorgerückt, was wahrscheinlich durch die Last von über eine lange Zeit auf den hinteren Teil der Gletscherzunge gestürztem Gesteinsschutt verursacht worden war. Bereits nach einem grossen Eissturz vom 18. Dezember 1993 war der Gletscher unter Beobachtung gestellt worden.
Ab dem 14. Mai 2025 wurden Anzeichen von Instabilität an der Flanke des Kleinen Nesthorns beobachtet. Dabei stürzten Felsbrocken auf den Birchgletscher und lösten im Tal des Birchbachs einen Murgang aus, der etwa 500 Meter oberhalb der Talsohle und dem Fluss Lonza liegenblieb. Der für Umwelt zuständige Gemeinderat Reto Kalbermatten verglich das Volumen mit dem einer kleineren Lawine.
Das Kleine Nesthorn (Höhe bis zum Bergsturz 3342 m ü. M.) besteht aus komplexen Abfolgen von Gneisen und Amphiboliten. Es ist dem Bietschhorn (3934 m ü. M.) in etwa 950 Meter Abstand nordwestlich vorgelagert und von dessen festem Granit tektonisch abgeschert.

### Evakuierungen in Blatten
Nach dem Murgang wurden am 17. Mai 2025 wegen der zunehmenden Steinschlaggefahr im Gelände oberhalb von Blatten 92 Personen evakuiert.
Am 19. Mai 2025 erhielten alle rund 300 Bewohner der Dörfer Blatten und Ried die Anordnung, innert zweier Stunden und noch vor dem Mittag den Ort zu verlassen. Zu diesem Zeitpunkt wurden auch die meisten Nutztiere aus dem gefährdeten Gebiet getrieben. Medial bekannt wurde die lahmende Kuh Loni, die am 20. Mai als Letzte mit einem Helikopter ausgeflogen wurde. Die beiden Weiler Weissenried und Eisten waren von der Evakuierung nicht betroffen. Auslöser war die Tatsache, dass sich Felspartien am Kleinen Nesthorn in den drei Tagen zuvor um 17 Meter bewegt hatten und ein Kollaps des Gesteins nicht mehr ausgeschlossen werden konnte. Geologen befürchteten einen Abbruch innerhalb von Stunden. Schliesslich rutschte die Nordostflanke des Berges in mehreren Phasen auf den Birchgletscher hinunter.
Für die Abgabe weiterer Handlungsempfehlungen rechneten Experten mit Szenarien und numerischen Modellen.
Blatten war vor der Naturkatastrophe nicht als Risikogebiet auf der Gefahrenkarte des Kanton Wallis ausgewiesen. Als ein solches gilt ein Gebiet, das von Naturgewalten mit einer Eintrittswahrscheinlichkeit von mindestens einmal in 300 Jahren getroffen werden könnte. Ein Berg- und Gletschersturz wie der vom 28. Mai 2025 galt als ein Ereignis, das mit deutlich geringerer Wahrscheinlichkeit auftritt.

### Bergstürze vom Kleinen Nesthorn und Zunahme der Gletscherbewegung

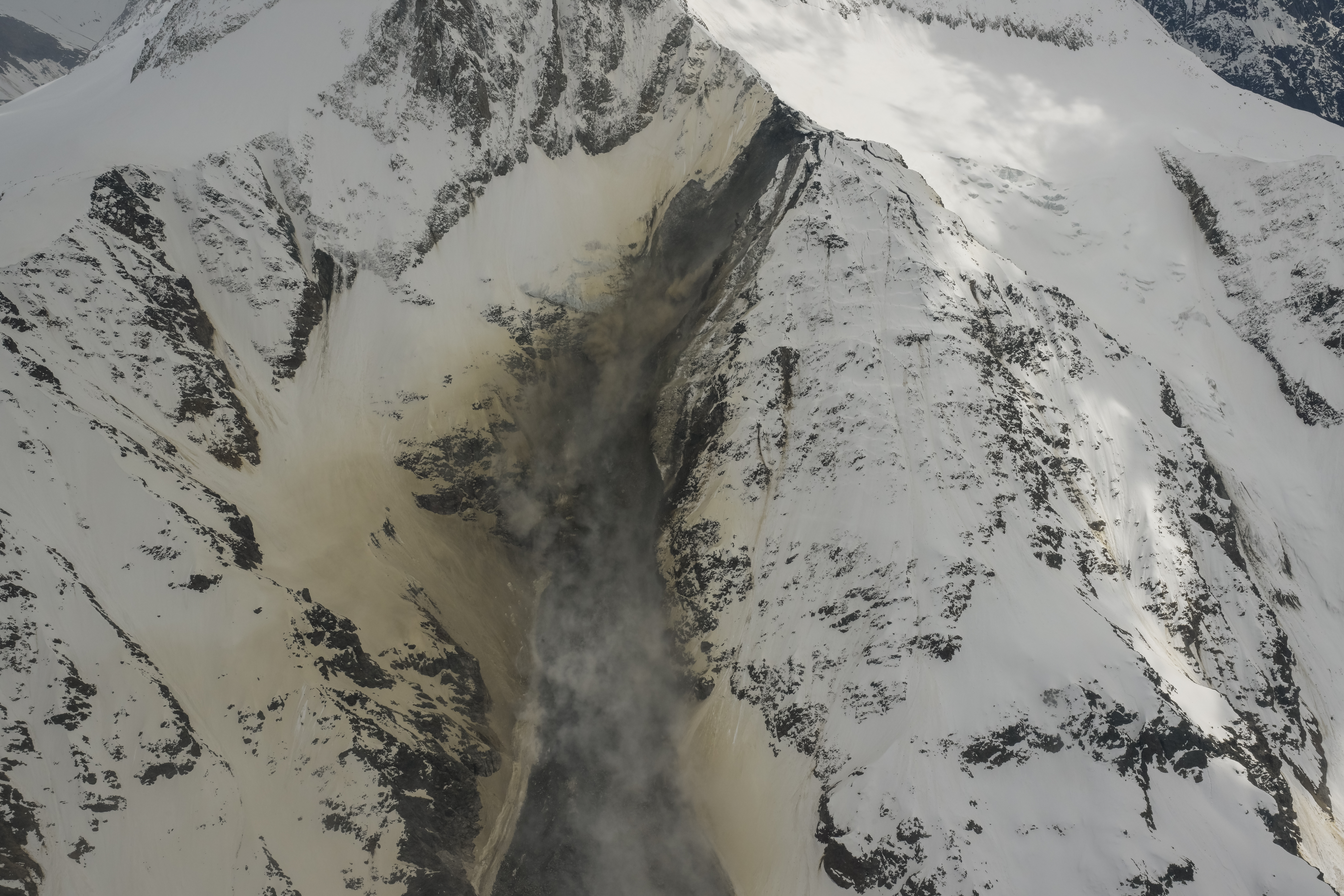
Kleiner Felssturz am Kleinen Nesthorn am 19. Mai 2025 nachmittags. In der Vergrösserung erkennt man, wie der Berg zerfällt.

Weitere Abbrüche ereigneten sich am 19. und 20. Mai. Dabei rutschten insgesamt 1,5 Millionen Kubikmeter Gestein von der Nordostflanke des Kleinen Nesthorns talwärts und kamen auf dem Birchgletscher zu liegen. Durch den grösseren Druck stieg die Fliessgeschwindigkeit des Gletschers bereits am 21. Mai an und betrug laut einem Bericht vom 22. Mai 0,5 bis 0,8 Meter pro Tag. Umgekehrt trug das Abschmelzen und die Bewegung des Gletschers im unteren Teil der Nesthornflanke zur Instabilität des dortigen Steilhangs bei.
Der Schweizerische Erdbebendienst registrierte ab dem 19. Mai gut ein Dutzend dieser Felsabgänge, die, mit Ausnahme des Hauptereignisses vom 28. Mai, Erschütterungen mit einer indikativen Magnitude zumeist im Bereich um 1,4 und in einer Gesamtstreuung zwischen 0,3 und 1,6 auf der Richterskala erzeugten. Geologen schätzten, dass bis zu fünf Millionen Kubikmeter Gestein nachrutschen könnten.
Am 23. Mai mittags war die Schuttanhäufung auf dem Birchgletscher noch weit genug von der Gletscherstirn entfernt, sodass bis dahin keine grösseren Felsbrocken über die Abbruchkante des Gletschers ins Tal stürzten.
Die Fliessgeschwindigkeit des Gletschers vervielfachte sich bis zum 24. Mai auf 4 bis 4,5 Meter pro Tag, nachdem bis dahin schätzungsweise mehr als zwei Drittel der labilen Felspartien auf den Gletscher gestürzt waren. Am nächsten Tag erreichte dieser Schuttberg eine Höhe von 81 Metern und die Bewegung der Gletscherzunge nahm nochmals rapide zu. Sie betrug am 27. Mai zehn Meter pro Tag. Die örtlichen Behörden schätzten, dass sich etwa neun Millionen Tonnen Schutt (entsprechend etwa 3,5 Millionen m³) auf der Gletscherfläche angesammelt hatte. Der zusätzliche Druck dieses Schutts verstärkte die Bildung von Schmelzwasser, welches als Gleitschicht zwischen dem Eis und dem Untergrund zum beschleunigten Abgleiten des Gletschers in Richtung Tal beitrug. Seit dem 25. Mai brachen immer wieder kleinere Teile der Gletscherstirn ab. Am 27. Mai waren es grössere Eisabbrüche, die aber weit oberhalb des Talbodens zum Stillstand kamen. Am Morgen des 28. Mai erreichte eine Eis- und Schuttmasse erstmals die Lonza. Im weiteren Tagesverlauf überwand sie, nachdem sie das Gerinne des Birchbachs gefüllt hatte, erstmals einen Ablenkdamm, der zuvor normale Schneelawinenabgänge aus dem Birchbachtal nach Westen lenkte. Das über den Damm geströmte Eis- und Schuttgemisch kam jedoch oberhalb des bebauten Gebietes zum Stillstand und richtete lediglich Flurschäden an.

### Gletscherabbruch vom 28. Mai 2025
Am 28. Mai glitt ein grosser Teil des Birchgletschers unter dem Druck des auf ihm lastenden Bergsturzmaterials auf dem vermehrt vorhandenen Schmelzwasser an der Gletschersohle ab, stürzte über die Karschwelle hinaus und in die Schlucht des Birchbachs hinunter. Die Schutt- und Eismassen verschütteten in Blatten 130 Häuser wie auch die Kirche, insgesamt etwa 90 Prozent von Blatten.
Die um 15:24 Uhr aufgezeichneten seismischen Wellen aus dieser Massenbewegung waren in ihrer Stärke vergleichbar mit jenen des Bergsturzes von Bondo im Jahr 2017 und entsprachen in etwa einem Erdbeben der Stärke 3,1 auf der Richterskala. Selbst mehrere hundert Kilometer über die Landesgrenzen hinaus waren die seismischen Signale noch gut messbar.
Das Volumen der mit dem Gletscher ins Tal gestürzten Felsmassen wurden nach dem Vorliegen erster Geodaten und ‑modelle mit sechs Millionen Kubikmeter angegeben, dazu kamen drei Millionen Kubikmeter Eis des Birchgletschers, erste Schätzungen waren von 10 Millionen Kubikmetern Gesamtvolumen ausgegangen.
Ebenfalls verschüttet wurden die talwärts liegenden Weiler Ried, Oberried und Tännmatten. Der am Gegenhang 200 Meter über dem Talgrund gelegene, nicht evakuierte Weiler Weissenried auf 1707 m ü. M. wurde von der Schuttmasse nur knapp verfehlt und blieb weitgehend unversehrt. Dort schoss der Murgang auf der Nordostseite vorbei am Berghang noch weiter hinauf und kam erst knapp vor der Strasse von Weissenried nach Gassun in etwa 1740 m ü. M. zum Stehen. Der Weiler Eisten (1583 m ü. M.), der flussaufwärts von Blatten liegt, blieb unberührt; er befindet sich auf einer Landschaftsterrasse und deshalb auch über dem maximalen Wasserstand des von der Lonza hinter der Bergsturzmasse gebildeten Sees. Die Schutt- und Eismassen bedeckten den Talboden des Lötschentals auf einer Länge von etwa 2,5 Kilometern, auf einer Breite von 50 bis 200 Meter und waren bis zu mehrere Dutzend Meter mächtig, stellenweise 100 Meter. Der Schuttstrom floss flussabwärts bis in das Gemeindegebiet von Wiler hinunter, und die Front der Schuttmassen kam erst im Gebiet «Tänn», einen Kilometer oberhalb von Wiler, zum Stehen.
Ab dem Bergsturz wurde ein 64-jähriger Schäfer, der im Gebiet «Tännmattä» einige Schafe versorgen wollte, vermisst. Diese Stelle lag 300 Meter ausserhalb der evakuierten Zone und wurde wegen des hohen Wassergehalts der Schutt- und Eislawine dennoch zugeschüttet. Sein Leichnam wurde am 24. Juni aufgefunden und am 26. Juni eindeutig identifiziert. Die Staatsanwaltschaft des Kantons Wallis eröffnete nach dem Bergsturz eine Untersuchung über die Umstände, die zum Tod des Schafhalters führten. Auch sollen viele Tiere auf verschütteten Weiden umgekommen sein.

## Nachfolgende Ereignisse

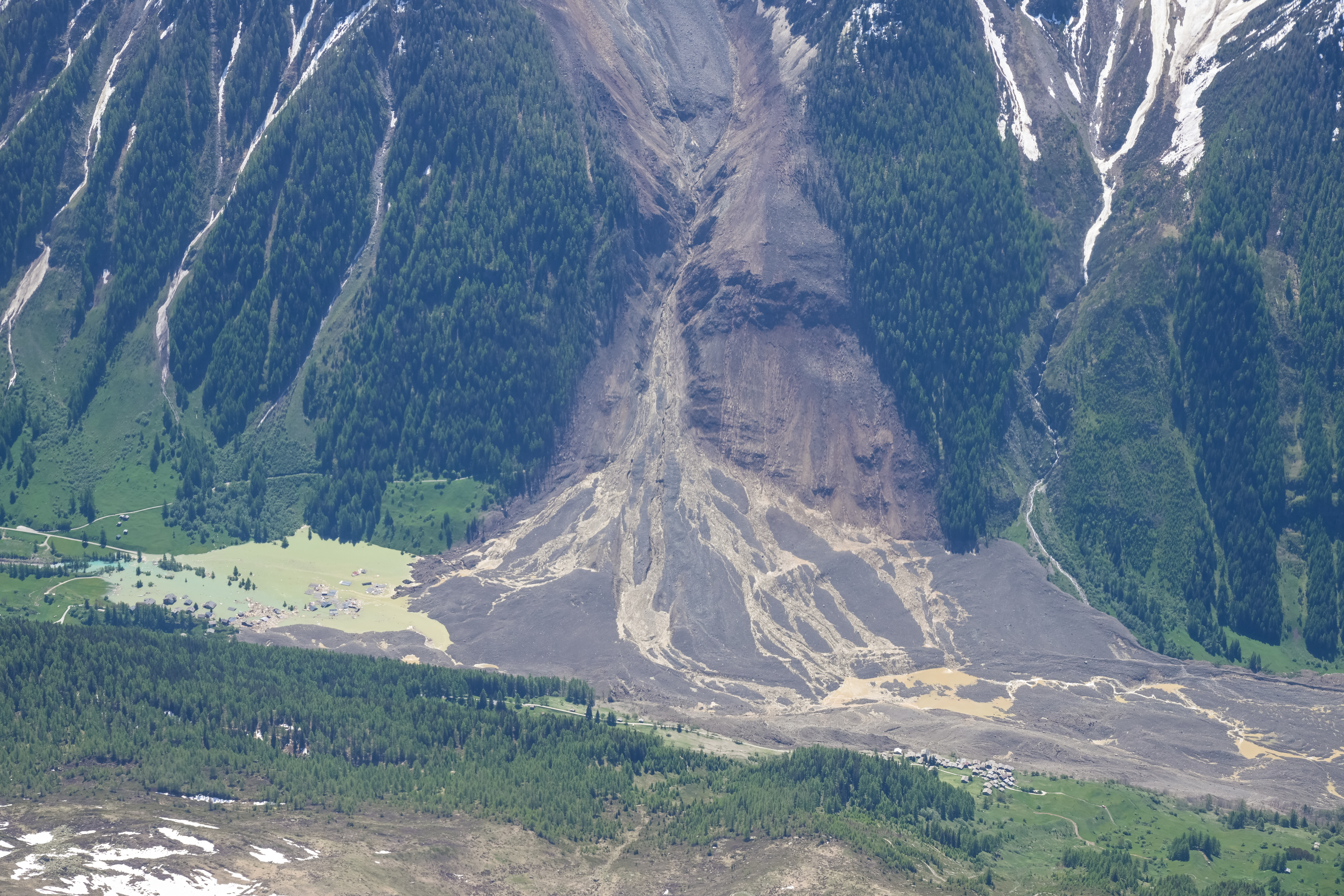
Aufgestauter See hinter den Bergsturzmassen (Aufnahme 30. Mai 2025, Blick Richtung Südosten)

### Stauung der Lonza
Aufgrund der Ablagerungen stauten sich die Lonza sowie der Dorfbach Gisentella und bildeten im Gebiet «Teiffu Mattä» bei Blatten einen See. Durch die entstandene Stauung wurden auch bis dahin unbeschädigte Häuser überflutet. Am 29. Mai stieg der Pegel des von der Lonza hinter der Berggsturzmasse gebildeten Sees um etwa 80 cm pro Stunde. Am 30. Mai erreichte der Inhalt des Sees mit 1 Million m³ einen vorläufigen Maximalwert und das Wasser begann, sich einen Weg durch die Ablagerungen zu bahnen; im unteren Bereich des Schuttkegels bildeten sich kleine Seen. Der verantwortliche Geologe des Kantons sprach bei diesem beobachteten langsamen Abfluss auch durch die Schutt- und Eisablagerungen hindurch von einer relativ «günstigen» Entwicklung. Noch am selben Tag floss die Lonza über und durch die gesamte Länge des Schuttkegels. Am 1. Juni stabilisierte sich der Pegelstand.

### Vorsorgliche Teilevakuation in den Gemeinden Wiler, Kippel und Ferden
Am 28. Mai gegen 22:30 Uhr wurden wegen der Gefahr einer Überschwemmung durch die Lonza Bewohner von Wiler und Kippel innerhalb einer Gefahrenzone entlang des Flusses evakuiert. Die zwischen Blatten und Wiler auf über zwei Kilometer Länge verschüttete und dahinter aufgestaute Lonza drohte sich unkontrolliert einen Weg durch das Schuttgebiet zu bahnen oder es zu überströmen. Bis zum 29. Mai um 01:00 Uhr mussten sich die Betroffenen bei den entsprechenden Führungsstäben melden. Damit war die Zahl der evakuierten Menschen auf insgesamt 365 gestiegen. Per 6. Juni 12:00 Uhr wurde die Evakuation in Wiler, Kippel und Ferden aufgehoben.

### Weiterer Verlauf

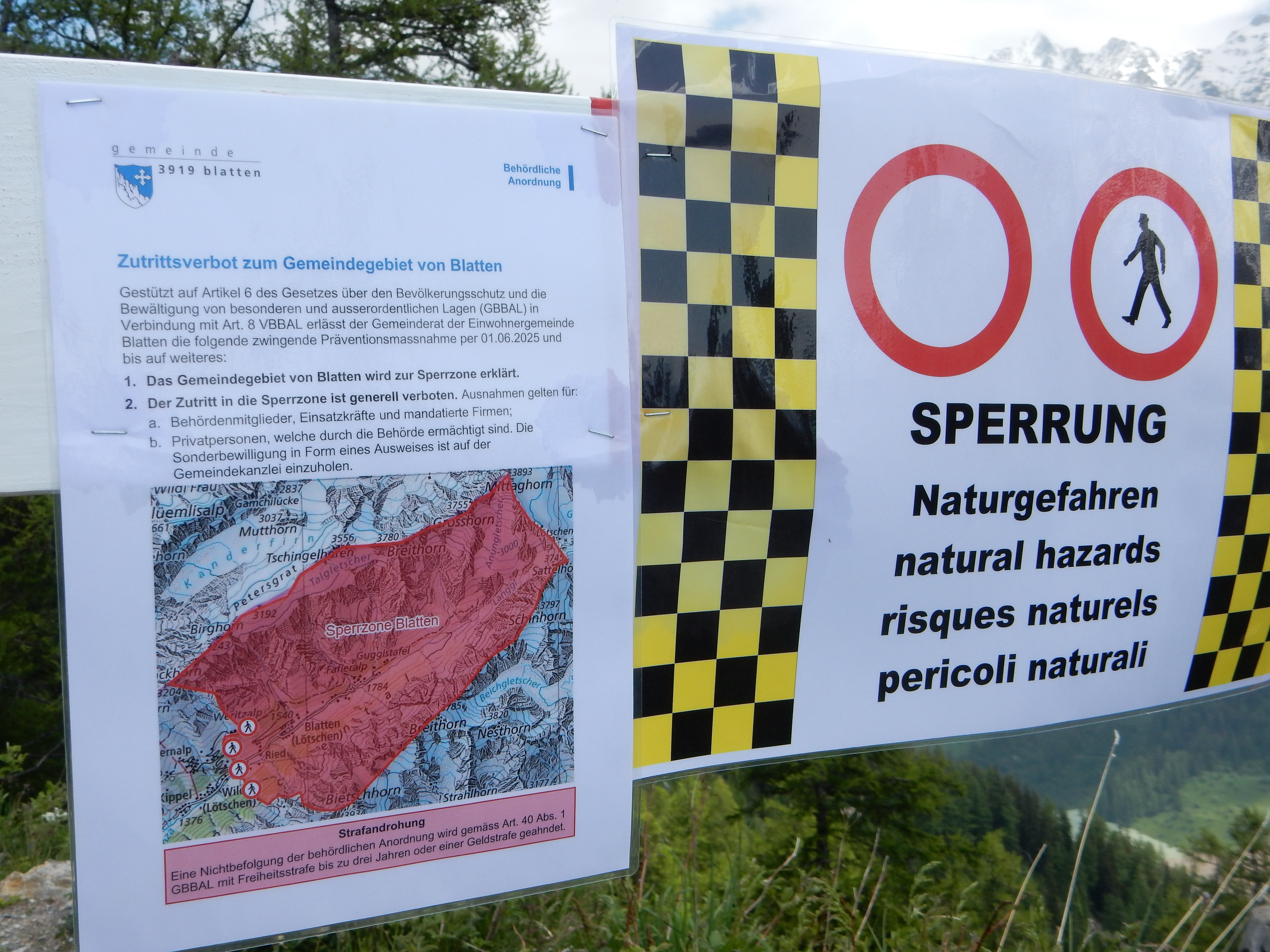
Zugangssperre für die ganze Gemeinde Blatten, Stand 8. Juni 2025

Erkundungsflüge am 29. Mai zeigten, dass immer noch mehrere hunderttausend Kubikmeter absturzbereites Gestein am Kleinen Nesthorn lagerten sowie weitere kleine Felsabbrüche von dort niedergingen. Zudem drohten die auf den Gegenhang hinaufgebrandeten Schuttmassen in den Talgrund zurückzurutschen. Auch die Ablagerungsmasse selbst ist instabil. Aufräumarbeiten mussten deshalb vorerst unterbleiben. Somit konnte auch kein Versuch unternommen werden, einen geordneten Abfluss der Lonza durch die Bergsturzmasse zu schaffen. Schweres Gerät, das die Armee im Rhonetal bereitstellte, blieb deshalb zunächst unbenutzt. Am 31. Mai war der Schuttkegel nach wie vor so instabil, dass weder Menschen noch Maschinen einen sicheren Stand darauf gefunden hätten und Aufräumarbeiten sowie Versuche zur Regulierung der Lonza im Bereich der Bergsturzmasse weiter unterbleiben mussten. Auch drohten weiterhin Nachrutschungen von beiden Talseiten sowie Steinschlag. Da die Lonza langsam über den Schuttkegel abfliesst und der Pegel des angestauten Wassers am 31. Mai um einen Meter unter seinen Maximalstand gesunken war, erscheint die Gefahr des plötzlichen Ausbrechens der angestauten Wassermassen und des Mitreissens grosser Mengen von Ablagerungsmaterial vorerst gebannt zu sein, wird aber weiterhin grundsätzlich einkalkuliert. Am Einlauf der aufgestauten Lonza in den Schuttkegel konnte eine schwimmende Barriere auf das Wasser gelegt werden. Sie soll verhindern, dass Treibgut in das von der Lonza im Ablagerungskegel ausgespülte Gerinne gelangt und dieses verstopft. Entwurzelte Bäume wurden mit Helikoptern aus dem Bachbett der Lonza geborgen, damit beim ersten Hochwasser weniger Schwemmgut vorhanden wäre. Ein weiteres Umweltproblem könnte sich u. a. aus dem ausgelaufenen Heizöl ergeben.

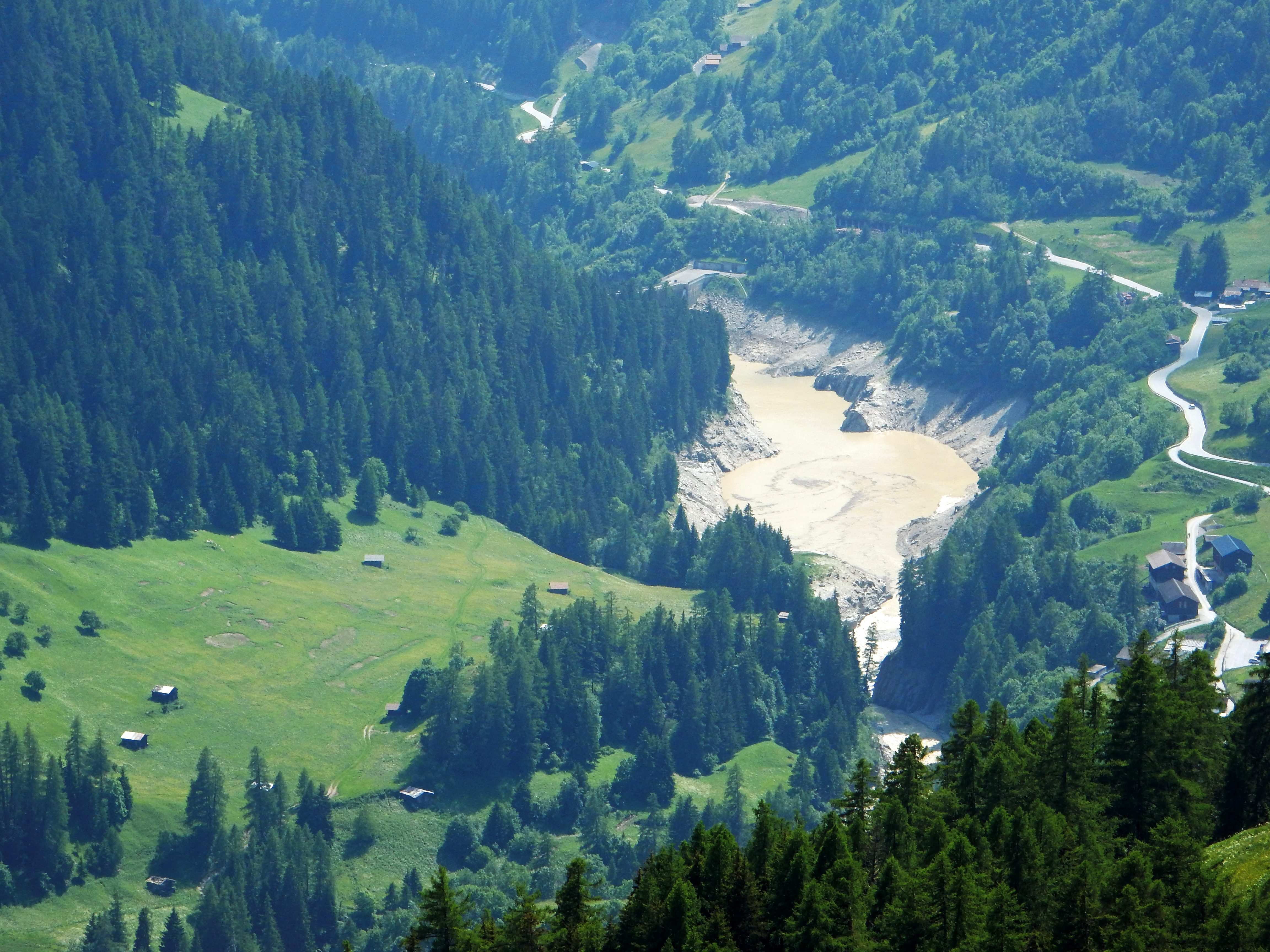
Der Stausee Ferden am 8. Juni 2025

Der unterhalb gelegene Stausee Ferden wurde bereits einige Tage vor dem grossen Bergsturz vorsorglich abgelassen, um gegebenenfalls von den Bergsturzablagerungen angestautes und schwallartig abfliessendes Wasser auffangen zu können. Am 30. Mai war die Lonza dermassen mit Feststoffen verschmutzt, dass die Stromgewinnung im Kraftwerk Lötschen eingestellt wurde. Daraufhin wies der Walliser Staatsrat den Betreiber an, den Grundablass des Stausees bedarfsweise zu öffnen. Die weiter unten liegenden Gemeinden Gampel-Bratsch und Steg-Hohtenn hielten sich für eine allfällige Evakuierung von durch die Lonza bedrohten Bereichen bereit.
Einige im hinteren Lötschental in den weitgehend unversehrt gebliebenen Weilern Weissenried, Eisten und den umliegenden Alpen, u. a. der Fafleralp, verbliebene Personen, Schafe und Autos wurden am 29. Mai (Auffahrtstag) mit Helikoptern ausgeflogen, da sie der Bergsturz von der Umwelt abgeschnitten hatte. Am 31. Mai wurde die Belegschaft des Hotels Fafleralp ausgeflogen. Am 6. Juni um 23:00 Uhr wurde die Strasse von Goppenstein nach Wiler für den gesamten privaten Verkehr freigegeben, womit der untere Teil des Tals auch für den Tourismus wieder zugänglich wurde.

## Schadensbilanz
In den Ortschaften Blatten, Ried und Tännmatten wurden mehr als hundert Gebäude zerstört. Darunter befanden sich drei Hotels, die Pfarrkirche von Blatten sowie die Kapelle in Ried.
Sieben Brücken und Stege über die Lonza verschwanden unter den Schuttablagerungen. Die Kantonsstrasse 24 von Wiler über Blatten nach Fafleralp, die Strasse von Blatten nach Weissenried und verschiedene Dorf- und Flurstrassen wurden verschüttet. Mit dem Unterbruch der Kantonsstrasse ist auch die Zufahrt in den Ortsteil Eisten und auf die Fafleralp und damit auch die Strecke Wiler–Fafleralp der Postautolinie 591 nicht mehr befahrbar.
Viel landwirtschaftliches Nutzland der Gemeinden Blatten und Wiler ist von Schuttablagerungen bedeckt. Dabei handelte es sich vorwiegend um günstig gelegenes Grünland im Talgrund, das im Lötschental im Gegensatz zu den schwierig zu bewirtschaftenden Gütern an den Berghängen eher knapp und begehrt war. Der Kanton Wallis bezifferte den Verlust an landwirtschaftlichen Flächen in einer provisorischen Bilanz auf 72 Hektaren. Acht Landwirtschaftsbetriebe verloren ihre Gebäude. Hinzu kam der vermutlich monate- bis jahrelange Stillstand des Kraftwerks Lötschen.
Auch die Naturlandschaft erlitt verheerende Schäden. Rund hundert Hektaren Bergwald wurden beim Bergsturz zerstört; die zu tausenden weggerissenen Bäume vermischten sich mit den Eis- und Gesteinsmassen des Bergsturzes. Ein nur noch extensiv genutztes Wiesland am Berghang oberhalb von Blatten und Ried wurde 2010 wegen seiner biologischen Vielfalt als Naturschutzgebiet Chruiterre im Bundesinventar der Trockenwiesen und -weiden von nationaler Bedeutung verzeichnet. Der Bergsturz zerstörte dieses Biotop vollständig. Die zwei Kilometer lange Flusslandschaft an der Lonza zwischen Ried und Wiler ist seit 1992 als Naturschutzgebiet Tännmattu und als Auengebiet von nationaler Bedeutung verzeichnet. Der obere Abschnitt dieser Auenlandschaft von Wiler bis zur Mündung des Tännbachs im Gebiet von Wiler wurde von den Schuttmassen zugedeckt. Während der untere Bereich des geschützten Auengebiets vom Bergsturzereignis nur indirekt, durch Schwebestoffe in der Lonza, betroffen ist, ist die Flusslandschaft oberhalb davon vollständig verändert. Die Lonza und ihre Nebenbäche gestalten seit dem Bergsturz eine ganz neue Auenlandschaft.

## Wiederaufbau
Eine Woche nach dem Bergsturz begannen im Auftrag des regionalen Führungsstabes die Bauarbeiten an einer provisorischen Hilfsstrasse von Wiler nach Weissenried.
Der Staatsrat des Kantons Wallis erklärte am 4. Juni 2025, er beabsichtige, «einen anfänglichen Betrag von 10 Millionen Franken als Finanzhilfe für die Einwohner der Gemeinde Blatten freizugeben».
Nationalrat und Ständerat, die beiden Kammern der Bundesversammlung, haben am 20. Juni 2025 eine vom Bundesrat in der Form eines dringlichen Bundesgesetzes beantragte Finanzhilfe für die Gemeinde Blatten in der Höhe von fünf Millionen Franken mit einstimmigen Beschlüssen genehmigt. Weitere Unterstützungsleistungen des Bundes wurden in Aussicht gestellt.
Eine von der Gemeinde Blatten kurz nach der Katastrophe gegründete Arbeitsgruppe «Neues Blatten» plädiert für ein Weiterbestehen des baulich grossteils ausgelöschten Dorfes. Ein Wiederaufbau an der bisherigen Stelle erscheint jedoch allein schon aufgrund der grossen Menge der Ablagerungsmasse und der faktischen Unmöglichkeit, sie abzutragen und an anderer Stelle abzulagern, unrealistisch. Es wird vermutlich Jahre bis Jahrzehnte dauern, bis das Eis in der dutzende Meter dicken Ablagerung abgetaut ist. Der Ablagerungskegel wird dadurch permanent instabil und in Bewegung sein, da der Schutt auf dem schmelzenden Eis nachrutscht und absackt. Auch deshalb ist die Errichtung von Gebäuden oder Strassen, selbst nur von provisorischen, auf dem Schutt- und Eiskegel ausgeschlossen. Auch eine Strasse ins abgeschnittene hintere Lötschental wäre nur weit oben am Hang der nordwestlichen Talseite realisierbar. Erwogen wird der Bau einer neuen Siedlung an einem anderen, hinsichtlich der Naturgefahren sorgfältig geprüften Platz im Lötschental, beispielsweise im Bereich des Weilers Weissenried.
Ein Wiederaufbau wurde mit zwei Argumenten kritisiert: mit Unsicherheit und mit den Kosten. Laut dem Kulturgeografen Werner Bätzing halten diese Argumente nicht stand. Die traditionellen Siedlungen lägen typischerweise an sicheren Orten. Ein 100 Prozent sicherer Ort sei ein technokratischer Gedanke, den gebe es auch in Städten nicht. Die Chancen für die Gesellschaft würden auch die Kosten aufwiegen. Schon 2006 habe das Buch der ETH «Die Schweiz, ein städtebauliches Portrait» vorgeschlagen, die Bergregionen bis auf einige Tourismuszentren aufzugeben. Das würde laut Bätzing zu einer Heimatlosigkeit führen, einem Verlust des Bezugs zu Natur, Geschichte und Tradition, und das gelte für alle ländlichen Gebiete auch im Rest Europas. Die traditionelle Kultur enthalte Ressourcen für die Zukunft.

## Galerie

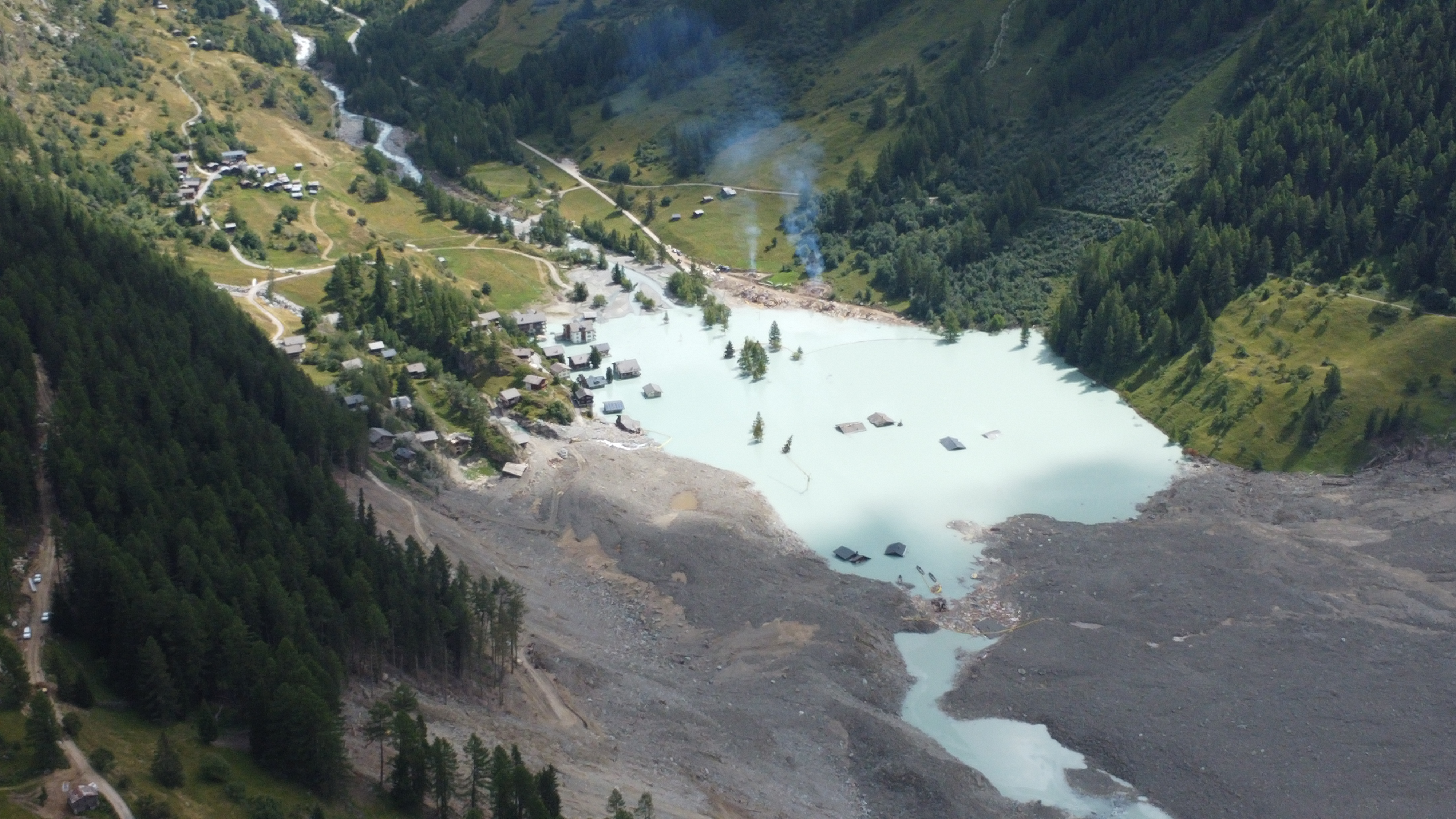
Der Ortskern von Blatten wurde verschüttet oder versank im See.
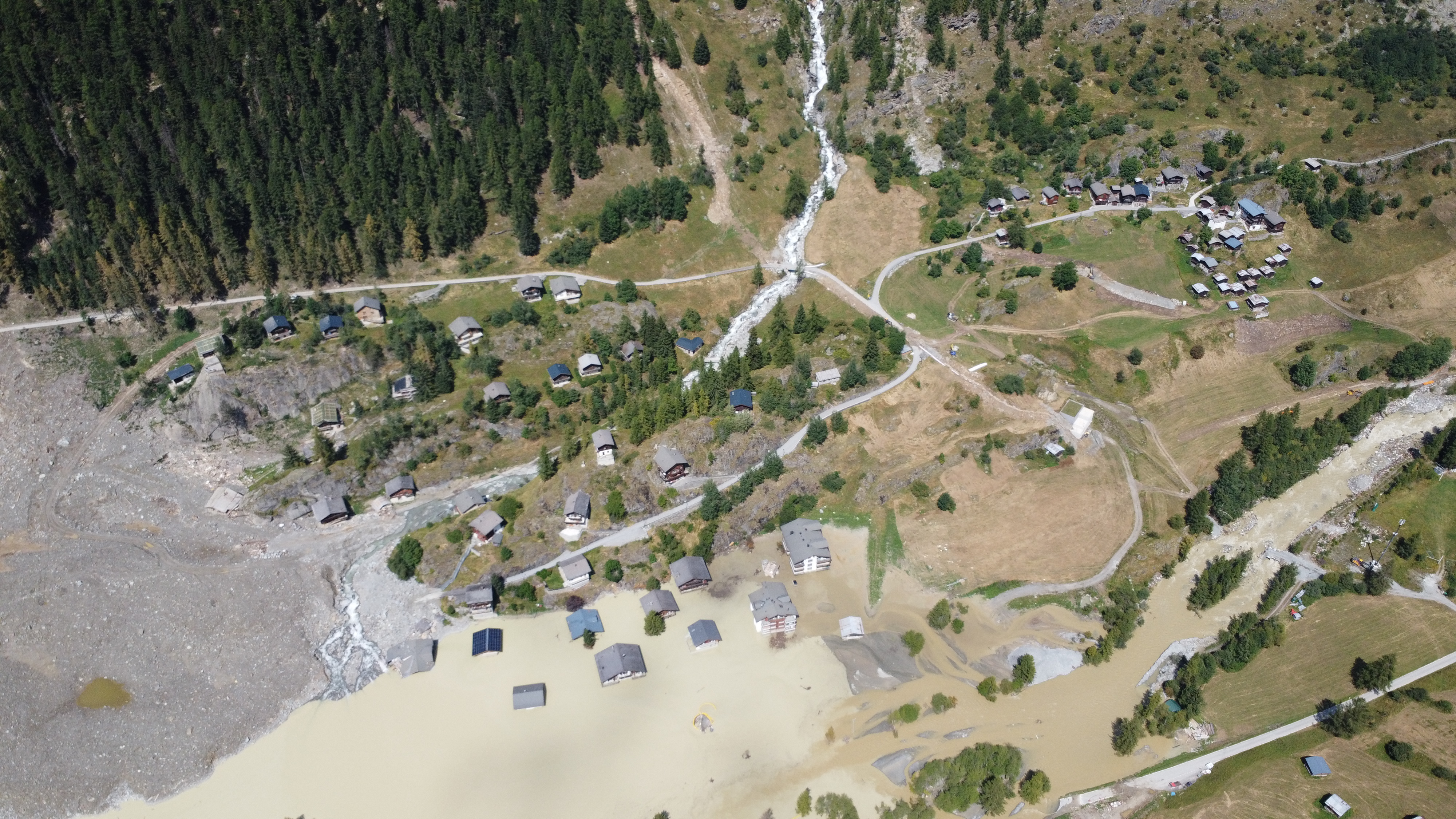
Der Ortsteil Eisten blieb unversehrt.
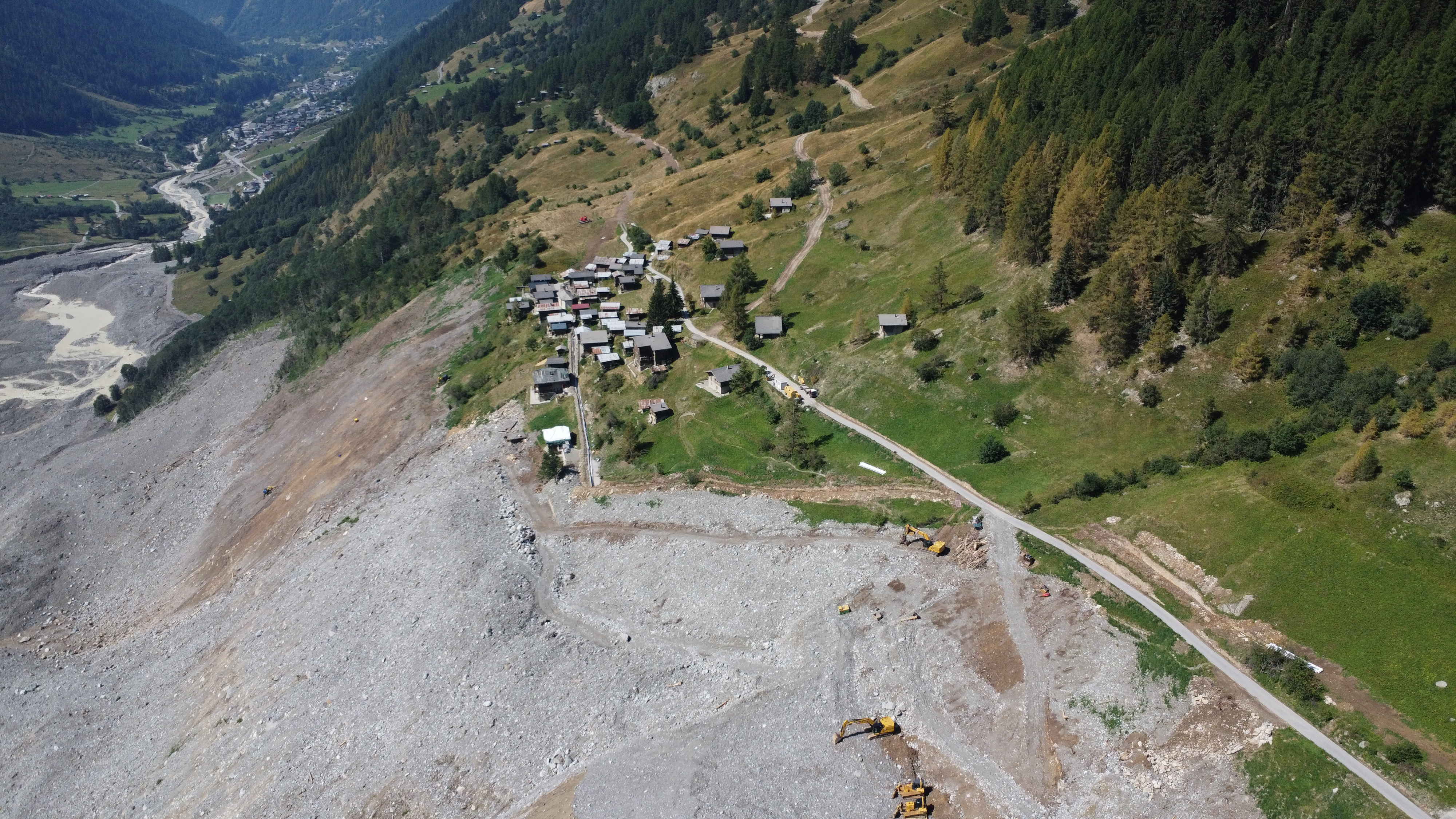
Der Ortsteil Weissenried blieb knapp vom Schutt verschont.

## Einfluss des Klimawandels
Die Glaziologin Mylène Jacquemart von der ETH Zürich wies darauf hin, dass es noch unklar sei, welche Rolle der Klimawandel für den Bergsturz spielte. Ein Extremereignis dem Klimawandel zuzuordnen setze voraus, dass das Ereignis ohne den Klimawandel gar nicht oder vielleicht erst in 100 oder 1000 Jahren passiert wäre. Die relevante Frage aus einer Risikomanagement-Perspektive laute, ob sich diese Ereignisse nachweislich häuften. Klar sei jedoch, dass mehrere Faktoren des Klimawandels der Stabilität von Felswänden nicht zuträglich seien.
Der Glaziologe und emeritierte Professor für Physische Geographie an der Universität Zürich sowie Mitbegründer Schweizer Permafrost-Überwachungsnetzwerkes PERMOS und des europäischen Projektes Permafrost and Climate in Europe (PACE) Wilfried Haeberli betont, dass die Frage nach dem Klimawandel bei diesem Bergsturz die falsche Frage sei. Es seien immer eine Reihe von Faktoren wie etwa Topographie, Klima und Gestein ausschlaggebend. Wesentlich sei, die Häufung über die Zeit zu betrachten: «Zwischen 1900 und 1980 wurden vier gezählt, es ereignete sich also alle zwanzig Jahre einer. Zwischen 1980 und 2000 waren es nochmals vier, also alle fünf Jahre einer. Seit dem Jahr 2000 haben sich mit dem von Blatten mitgezählt bereits acht ereignet – im Schnitt also etwa alle drei Jahre.» Für diese Häufung sei als einzige korrelierende Variable die Klimaerwärmung und die damit verbundene Abnahme des Permafrosts in den Bergen zu erkennen. Er rechne damit, dass sich Bergstürze in der Schweiz angesichts der Entwicklung jährlich ereignen werden. Sehr plastisch erklärte er die Rolle des Permafrosts am Beispiel einer Sandburg: «Jedes Kind weiss, dass man im Sandkasten keine Burgen bauen kann, wenn der Sand gefroren ist.»
Der Geomorphologe Jan Blöthe von der Universität Freiburg im Breisgau vertrat die Meinung, die aus der Verwitterung des Gesteins folgenden Sturzbewegungen seien ein ganz normaler Prozess. Dem Tiroler Landesgeologen Thomas Figl zufolge gibt es für Felsstürze meist mehrere Ursachen. Dazu gehörten einerseits geologische Phänomene, andererseits und gerade in grösseren Höhen, unter Umständen auch das Auftauen des Permafrosts. Dadurch verliere das Gestein seinen «Kleber» und werde instabiler. Die Neue Zürcher Zeitung wies darauf hin, dass Grossereignisse über einer Million Kubikmeter selten seien und entsprechend Zusammenhänge statistisch schwierig nachzuweisen seien, weshalb Wissenschaftler zögerten, eine Ursache zu benennen.
Der Permafrost-Experte Christophe Lambiel von der Universität Lausanne sah einen Zusammenhang zwischen der beschleunigten Bewegung des Birchgletschers und dem Klimawandel. Die 500 Meter hohe Felswand oberhalb des Birchgletschers liege in der Zone des Permafrosts. Aufgrund der Klimaerwärmung werde das Gestein instabil, herausgebrochene Teile wiederum belasteten den Gletscher und beschleunigten diesen auf dem steilen Hang. Der ohnehin schon schnell fliessende Birchgletscher habe sich durch die Gesteinslast weiter beschleunigt und sei schliesslich zusammengebrochen. Er kenne in den Alpen keinen vergleichbaren Bergsturz.
Laut Jan Beutel, Professor für alpine Kryosphäre an der Universität Innsbruck, fänden Extremereignisse zwar im Kontext des Klimawandels statt, seien aber nicht immer ursächlich direkt damit verbunden. Berge würden instabil und stürzten ab, weil sich die Materialkonfiguration und die Geometrie änderten. Nordflanken in den Alpen wie die des Kleinen Nesthorns seien Regionen des Permafrosts. Schnee bilde dort eine Wärmeisolation, je mehr Niederschlag aber als Regen falle, desto tiefer dringe das Wasser in den Fels ein, wodurch dieser auch tiefer destabilisiert werde.
Das Institut für Schnee- und Lawinenforschung hatte 2025 Versuchs-Messkampagnen laufen, um den Wasseranteil in Sedimenten oder Absturzmaterial mit Drohnen oder Bodenradar zu ermitteln, da der Wasseranteil im Gegensatz zur rein geometrischen Vermessung von Bewegungen nicht durch Satellitenüberwachung zu ermitteln war.

## Ähnliche Ereignisse (Auswahl)
- Bergsturz im Val Roseg im Jahr 2024 (Schweiz)
- Bergsturz von Bondo im Jahr 2017 (Schweiz)
- Gletscherabbruch des Kolka-Karmadon-Gletschers im Jahr 2002 (Russland)
- Eis-/Bergsturz von Yungay im Jahr 1970 (Peru)

## Fussnoten
1. ↑  https://map.geo.admin.ch/, abgerufen am 9. Juni 2025.
2. 1 2 3  Daniel Farinotti, Matthias Huss, Mylène Jacquemart, Mauro Werder, Jane Walden, Reto Knutti, Sonia Seneviratne: Fact sheet for the now-collapsed Birchgletscher, Switzerland. (PDF) ETH Zürich, 5. Juni 2025, abgerufen am 6. Juni 2025 (englisch).
3. ↑  Christoph Bernet, Léonie Hagen: Und was, wenn der Gletscher bricht? In: aargauerzeitung.ch. 21. Mai 2025, archiviert vom Original; abgerufen am 29. Mai 2025.
4. ↑  Walliser Bote (Hrsg.): «Keine unmittelbare Gefahr für die Ortschaft Blatten». 29. Dezember 1993 (e-newspaperarchives.ch [abgerufen am 30. Mai 2025]).
5. 1 2  Lötschental im Wallis – Blatten: konkrete Gefahr durch Bergstürze, 92 Personen evakuiert. In: srf.ch. 18. Mai 2025, abgerufen am 29. Mai 2025.
6. ↑  Theodor Hügi, Hugo Ledermann, Ernst Schläppi: Blatt 1268 Lötschental (Atlasblatt 82) – Erläuterungen. In: Schweizerische Geologische Kommission, Landeshydrologie und -geologie (Hrsg.): Geologischer Atlas der Schweiz 1:25 000, 1988, S. 28 (online).
7. ↑  Evakuierte in Blatten: «Es ist eine gewisse Angst da», SRF, 19. Mai 2025
8. ↑  Nach den Kühen werden die Autos ausgeflogen. In: 20 Minuten, 29. Mai 2025.
9. ↑  In Blatten VS droht ein Bergsturz – ganzes Dorf wird evakuiert. In: srf.ch. Abgerufen am 1. Juni 2025.
10. 1 2  Wegen Bergsturz: Kühe werden nicht mehr besamt. In: schweizerbauer.ch. 29. Mai 2025, abgerufen am 1. Juni 2025.
11. ↑  Katastrophe im Lötschental – Pegel des Sees hoch, kleine Murgänge: Lage in Blatten unverändert. Abgerufen am 11. Juni 2025.
12. ↑  Lonza droht diese Nacht zu überlaufen + Weitere Murgänge möglich. In: watson.ch. 28. Mai 2025, abgerufen am 29. Mai 2025.
13. ↑  Drohender Bergsturz – Wärmebildtechnik im Einsatz. In: thermfox.ch. 22. Mai 2025, abgerufen am 31. Mai 2025.
14. 1 2  Bergsturz von Blatten: Warum der Einfluss des Klimawandels schwer zu greifen ist. NZZ, 4. Juni 2025.
15. ↑  SED | Schweiz. In: seismo.ethz.ch. Abgerufen am 29. Mai 2025.
16. ↑  Gletscher in Blatten VS bewegt sich erneut schneller. Abgerufen am 4. Juni 2025.
17. ↑  Neun Milliarden Kilogramm Schutt liegen auf dem Birchgletscher. In: SWI swissinfo.ch. 25. Mai 2025, abgerufen am 29. Mai 2025.
18. ↑  Gletscherabbrüche in Blatten VS nehmen deutlich zu. In: Swissinfo.ch. 27. Mai 2025, abgerufen am 30. Mai 2025.
19. ↑  euronews (deutsch): Blatten bleibt evakuiert, da sich Birchgletscher weiter auflöst. In: YouTube. 28. Mai 2025, abgerufen am 2. Juni 2025 (Film, der einen Gletscherbruch am 27. Mai 2025 zeigt.).
20. ↑  Blatten – Ausserordentliche Mittelzusagen. Staatsrat des Kantons Wallis, 28. Mai 2025, abgerufen am 30. Mai 2025.
21. ↑  Blatten – Lagebericht – 11.30 Uhr. Staatsrat des Kantons Wallis, 29. Mai 2025, abgerufen am 30. Mai 2025.
22. ↑  Ereignis vom 2025-05-28 15:24, Goppenstein VS, Magnitude 3.1 (Memento vom 4. Juni 2025 im Internet Archive), Schweizer Erdbebendienst, ETH Zürich
23. ↑  Seismisches Netzwerk zeichnet Gletscherabbruch am Kleinen Nesthorn auf. Schweizerischer Erdbebendienst, 28. Mai 2025, abgerufen am 29. Mai 2025.
24. 1 2  Blatten – Raphaël Mayoraz: «Les masses de débris s’empilent par endroits sur plus de 100 mètres de haut.» Le Nouvelliste, 1. Juni 2025.
25. ↑  Lötschental – Lagebericht – 10.15 Uhr. Staatsrat des Kantons Wallis, 30. Mai 2025, abgerufen am 30. Mai 2025.
26. ↑  Luftbild des Bergsturzgebietes vom 30. Mai 2025
27. 1 2 3 4  Gletscherabbruch Blatten – Lage spitzt sich zu +++ rund 50 Armee-Angehörige mobilisiert. In: srf.ch. Abgerufen am 29. Mai 2025.
28. 1 2  Sebastian Babic: Blatten: Warum die Evakuierungszone zu klein war. In: Blick.ch. 1. Juni 2025, abgerufen am 6. Juni 2025.
29. 1 2  «Es wird Tausende Stellen geben, wo sich der Fels bewegt». Tages-Anzeiger, 4. Juni 2025, S. 12.
30. ↑  Vermisster nach Gletschersturz in Blatten VS ist tot. In: srf.ch. 26. Juni 2025, abgerufen am 27. Juni 2025.
31. ↑  Blatten VS: Vom Bergsturz überrascht: Vermisster ist Schafhalter. In: 20min.ch. 30. Mai 2025, abgerufen am 31. Mai 2025.
32. ↑  Dorf Blatten verschüttet – Lonza steigt +++ Gampel/Steg sollen sich auf Räumung vorbereiten. Wasser bei Blatten steigt um etwa 80 Zentimeter in der Stunde (29. Mai, 18:52 Uhr). In: srf.ch. Abgerufen am 30. Mai 2025.
33. 1 2  Gletscherabbruch in der Schweiz: Aufgestautes Wasser fließt ab. In: tagesschau.de. Abgerufen am 31. Mai 2025.
34. ↑  Bergsturz Blatten – Gestautes Wasser fliesst ab +++ Überschwappen nicht zu erwarten. Wasser bahnt sich Weg – Überschwappen nicht zu erwarten (09:25 Uhr). In: srf.ch. 30. Mai 2025, abgerufen am 30. Mai 2025.
35. ↑  Angst vor Flutwelle bleibt – Wasserpegel in Schweizer Lötschental steigt weiter, in: Spiegel, 30. Mai 2024.
36. ↑  10 vor 10 vom 30. Mai 2025 Blatten VS: Abwarten und hoffen, in: 10 vor 10, 30. Mai 2025, Minute 3:05.
37. 1 2  Lötschental – Lagebeurteilung – 20:15. Staatsrat des Kantons Wallis, 30. Mai 2025, abgerufen am 30. Mai 2025.
38. ↑  Lötschental Stand der Lage – 10.00 Uhr. Staatsrat des Kantons Wallis, 1. Juni 2025, abgerufen am 1. Juni 2025.
39. ↑  Lötschental – Stand der Lage. Staatsrat des Kantons Wallis, 2. Juni 2025, abgerufen am 2. Juni 2025.
40. ↑  365 Evakuierte im Lötschental – Direkte Einsätze zu gefährlich. In: Swissinfo, 30. Mai 2025.
41. ↑  Information an die Bevölkerung Freitag, 06. Juni 2025. In: mopage.ch. Abgerufen am 6. Juni 2025.
42. 1 2  Bergsturz Blatten - «Sie sind nicht allein». In: srf.ch. Abgerufen am 31. Mai 2025.
43. ↑  ZIB 1 vom 31. Mai 2025. In: orf.at. Abgerufen am 31. Mai 2025.
44. ↑  Blatten, des habitants sans village racontent la suite du cauchemar. RTS, 2. Juni 2025.
45. ↑  Yannick Züllig: Bergsturz Blatten VS: Heizöl aus Häusern bedroht Grundwasser. In: 20min.ch. 11. Juni 2025, abgerufen am 11. Juni 2025.
46. ↑  Gletscherabbruch Blatten – Behörden informieren live – Lonza könnte in der Nacht überlaufen. In: srf.ch. Abgerufen am 29. Mai 2025.
47. ↑  Pascal Schmitz: „Man versucht für das Wasser Platz zu schaffen.“ – Tagesschau – Play. In: srf.ch. Abgerufen am 29. Mai 2025.
48. ↑  Lötschental – Lagebericht – 17:30 Uhr. Staatsrat des Kantons Wallis, 29. Mai 2025, abgerufen am 30. Mai 2025.
49. ↑  Legendäres Hotel – Abschied von der Fafleralp. In: srf.ch. 1. Juni 2025, abgerufen am 1. Juni 2025.
50. ↑  Im Lötschental können rund 30 Bewohner nach Hause zurückkehren. In: nau.ch. Keystone-SDA, 6. Juni 2025, abgerufen am 7. Juni 2025.
51. ↑  Sabine Steiner: Nach Bergsturz in Blatten – Lötschental öffnet wieder für Touristen – und hofft auf Gäste. In: srf.ch. 6. Juni 2025, abgerufen am 7. Juni 2025.
52. ↑  Aufstand der Bauern im Lötschental. In: 1815.ch. 13. Dezember 2018, abgerufen am 3. Juni 2025.
53. ↑  Blatten: 72 ha Landwirtschaftsland verschwunden. In: Schweizer Bauer. 4. Juni 2025, abgerufen am 5. Juni 2025.
54. ↑  Stromproduktion in Ferden nach dem Bergsturz eingestellt. In: srf.ch. Abgerufen am 10. Juni 2025.
55. ↑  Factsheet Tännmattu im Bundesinventar der Auengebiete von nationaler Bedeutung.
56. ↑  Medienkonferenz des Staatsrates. Blatten – Unterstützung der Bevölkerung und der Gemeinde. 4. Juni 2025, abgerufen am 22. Juni 2025.
57. ↑  25.062 Solidaritätsbeitrag für die Bevölkerung von Blatten im Zusammenhang mit dem Bergsturz vom 28. Mai 2025. In: Curia Vista. Geschäftsdatenbank der Bundesversammlung. Abgerufen am 22. Juni 2025 (mit Links zur Botschaft des Bundesrates, den Verhandlungen des Parlaments und weiteren Parlamentsunterlagen).
58. 1 2  «Die Lötschentaler haben viel Stolz – jetzt sind sie verletzt». Abgerufen am 2. Juni 2025.
59. ↑  Der Schuttkegel über Blatten: Wie realistisch ist der Bau eines neuen Dorfes? Abgerufen am 7. Juni 2025.
60. ↑  «Wenn wir uns bloss auf Stadt und Agglo konzentrieren, werden wir heimatlos», Tages-Anzeiger, 4. Juni 2025
61. ↑  Kalina Oroschakoff: «Einfach brutal»: Glaziologin über die dramatischen Folgen des Bergsturzes in Blatten. In: Neue Zürcher Zeitung. 31. Mai 2025, ISSN 0376-6829 (archive.org [abgerufen am 31. Mai 2025]).
62. ↑  PERMOS auf permos.ch
63. ↑  Wilfried Haeberli, Charles Harris, Jeannette Noetzli: Permafrost and Climate in Europe: Monitoring and Modelling Thermal, Geomorphological and Hydrological Responses. In: Earth-Science Reviews. Band 92, 2008, S. 117–171, doi:10.1016/j.earscirev.2008.12.002.
64. ↑  Die Schwächung der Berge ist irreversibel. In: woz.ch. 5. Juni 2025, abgerufen am 6. Juni 2025.
65. ↑  Ganze Berge brechen in den Alpen: „Der Kleber ist weg“ – Phänomen nimmt Fahrt auf. In: fr.de. 30. Mai 2025, abgerufen am 31. Mai 2025.
66. ↑  Permafrost-Experte: Klimawandel verursacht den Bergsturz von Blatten. In: watson.ch. Abgerufen am 31. Mai 2025.
67. ↑  „Das Tauen und Schmelzen wird unweigerlich weitergehen“. In: uibk.ac.at. 29. Mai 2025, abgerufen am 31. Mai 2025.
68. ↑  Veränderungen im Hochgebirge im Kontext des Klimawandels. In: orf.at. 30. Mai 2025, abgerufen am 1. Juni 2025.

Koordinaten: 46° 25′ 14,1″ N, 7° 49′ 9,5″ O; CH1903: 629264 / 141096